# 79, Парк-авеню
«79, Парк-авеню» (англ. 79 Park Avenue) — американский мини-сериал 1977 года из трёх частей. Экранизация произведения Гарольда Роббинса.

## Сюжет
Действие происходит в 1930-е годы. Бедная нью-йоркская девушка тщетно пытается заработать на жизнь честным трудом. В итоге она вынуждена стать проституткой и со временем становится самой известной в городе бандершей.

## Награды и номинации
- Премия «Золотой глобус» за лучшую женскую роль в телевизионном сериале — драма, 1978 — Лесли Энн Уоррен
- Номинация на премию «Эмми», 1978 — лучшие костюмы в драматическом или комедийном сериале